# دير زيمني
دير الصعود في الجبل المقدس (بالأوكرانية: Святогірський Успенський Зимненський ставропігійний монастир)
ويُختصر إلى دير زيمني (بالأوكرانية: Зимненський монастир) هو دير كهفي أوكراني أرثوذكسي ينتمي إلى الكنيسة الأوكرانية الأرثوذكسية. يقع على قمة الجبل المقدس الذي يعلو نهر لوها بالقرب من قرية زيمني. وتقع على بعد خمسة كيلومترات جنوب فولوديمير، أوبلاست فولين، أوكرانيا.

## تاريخه

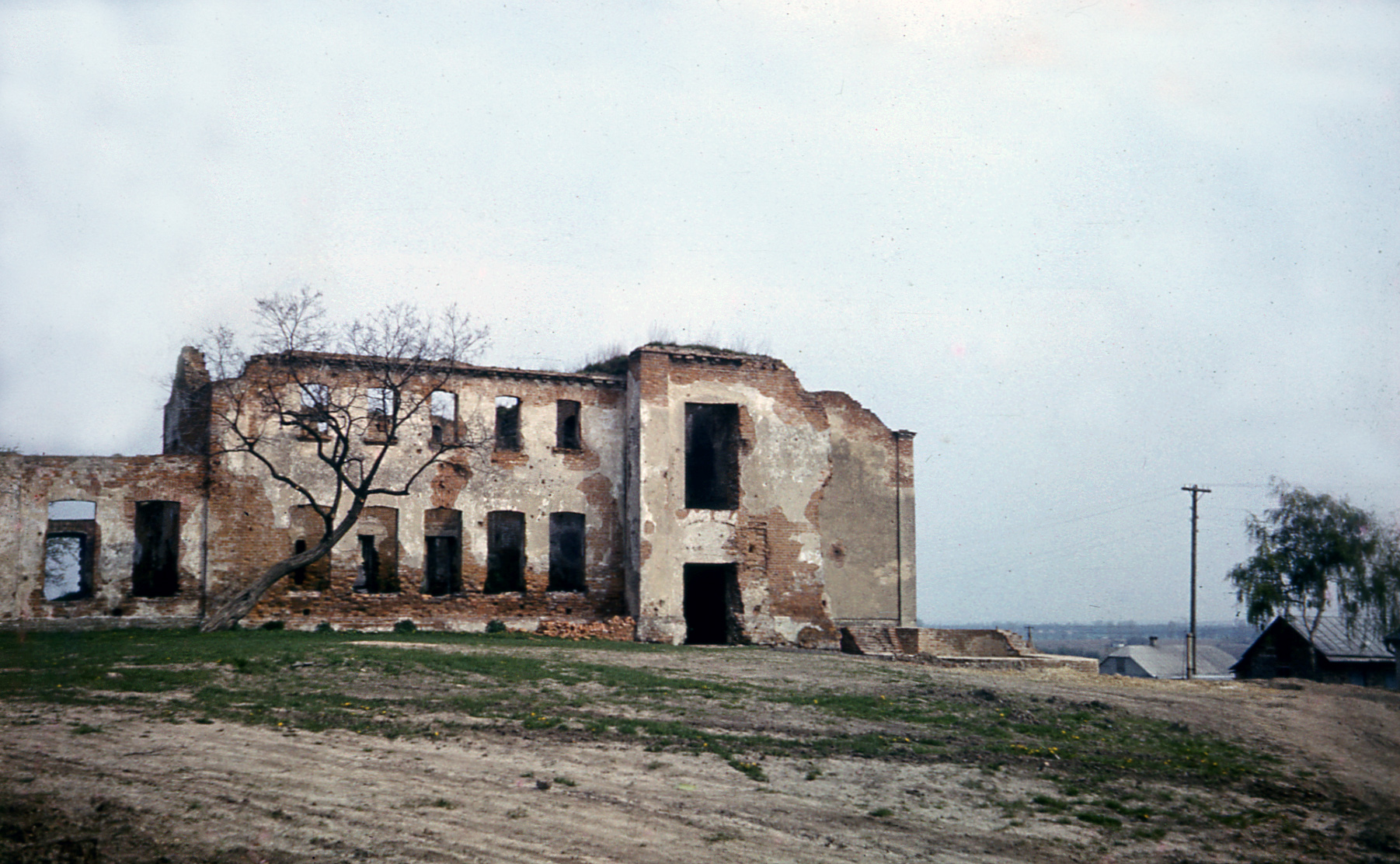
حال الدير في 1988

لا يُعرف أصل الدير، لكن هناك أسطورة رهبانية تنسب تأسيسه إلى فلاديمير الكبير. وقيل إنه بنى هناك كنيستين وقصره الشتوي، ومنه أخذت القرية اسمها. يُزعم أيضاً أن أول قُمص لدير كييف بيشيرسك لافرا توفي به وهو في طريقه من تسارغراد إلى كييف في القرن الحادي عشر.
ورد ذكر الدير لأول مرة في الوثائق في 1458. وكان تحت سيطرة الكنيسة الأرثوذكسية اليونانية حتى 1698، عندما انضم إلى الكنيسة الموحدة في الاتحاد مع الكنيسة الكاثوليكية (اتحاد بريست). وفي غضون عدة عقود، توقف المجتمع الرهباني عن العمل.
وقد أُحيي ذكرى الدير في وقت ما بعد التقسيم الثالث لبولندا في 1857، باعتباره كنيسة أبرشية أرثوذكسية أوكرانية. في 1893، أعيد تأسيس الدير باعتباره ديراً للراهبات الأرثوذكسيات الأوكرانيات. حل السوفييت هذه الأخوية بعد ضم فولينيا في 1939 بعد غزوها واحتلالها. أٌعيد إحياء الدير خلال فترة الاحتلال الألماني، ولكنه تحول إلى كنيسة أبرشية في 1945 بعد أن أصبحت المنطقة جزءاً من أوكرانيا السوفيتية. بعد تفكك الاتحاد السوفيتي، أعيد افتتاحه في 1990. ومُنح وضع ستوروبيكي (دير أرثوذكسي) في 1996.

## عمارته

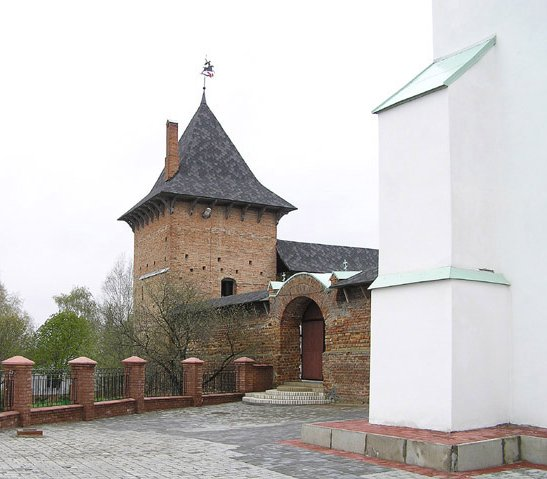
مدخل الدير

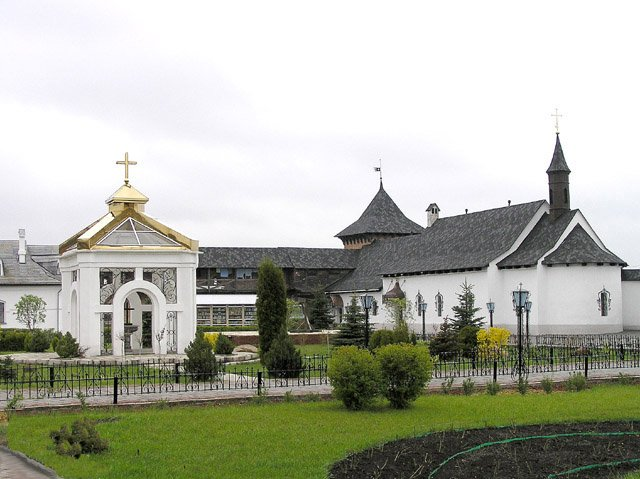
داخل الدير

صُمم الدير على هيئة مخطط مستطيل، تفصله أسوار دفاعية ذات أبراج، وشُيد خلال القرنين الخامس عشر والسادس عشر. يخترق كل جدار قوس عريض من القرن السابع عشر. وبُني برج دائري واحد في الجدار الجنوبي ليصبح برج جرس في 1898-1899. لا ينسجم طراز هذا المبنى المصمم على طراز مدينة موسكو الجديدة مع الجمال الجذاب للأبراج الأخرى.
بُنيت كنيسة الصعود ذات الأعمدة الأربعة بتمويل قدمه الأمير فيودور تشارتوريسكي. كما تبرع بجرسين جميلين، أحدهما معروض حالياً في أراضي الدير. انتهى بناء الكنيسة وتكريسها في 1495 عندما كان التأثير القوطي في المنطقة لا يزال ذا أهمية قصوى. وجُددت لأول مرة في 1550، ومنذ ذلك الحين أُعيد تجديدها وبنائها، بما يتماشى مع الأيديولوجية السائدة في تلك الفترة. فكك اتحاد بريست الأبراج المحيطة بها في 1724 وأعاد تشكيل واجهتها بما كان يُعرف آنذاك بالتصاميم البولندية المعاصرة. أعاد الروس تزيين المبنى على طراز النهضة الروسية، لكن الكنيسة تضررت خلال الحرب العالمية الأولى. وأصلحها البولنديون خلال ثلاثينيات القرن العشرين. وتضرر سقفها مرة أخرى خلال الحرب العالمية الثانية. وأُضيفت القباب الذهبية الخمسة في وقت لاحق في القرن العشرين.
أقدم مبنى في المجمع هو كنيسة الثالوث المصغرة (1465-1475)، وهي نسخة حجرية من الكنائس الخشبية في فولينيا. يقع على المنحدر الجبلي جنوب الكاتدرائية، خارج أسوار الدير. تحتوي قاعة الطعام التي تعود إلى القرن السادس عشر على كنيسة مخصصة للقديسة جوليانا. وتعد أقدم قاعة طعام لكنيسة في البلاد.
يوجد مدخل الكهوف التي احتلها الرهبان الأوائل بين كنيسة الثالوث والكاتدرائية. تشكل هذه الكهوف ممرين متوازيين متصلين في المنتصف. وكنيسة المغارة مكرسة للقديس برلعام.